# Fernando Urrutia
Fernando José Urrutia Concha (5 de diciembre de 1949), diplomático chileno es el actual Embajador de Chile en Vietnam. Fue ministro Consejero en las Embajadas de Chile en Corea, Canadá y Brasil y Cónsul General adjunto en La Paz, Bolivia (2002-2004); Cónsul General en Los Ángeles, California (2004-2007) y Hong Kong, China (2008-2010).

## Biografía
Es abogado de la Pontificia Universidad Católica de Chile, y egresado de la Academia Diplomática de Chile “Andrés Bello”, del Centre d’Hautes Etudes Diplomatiques et Estrategiques de Paris, y del Instituto Río Branco de Brasil. Antes de ingresar al Ministerio de Relaciones Exteriores se desempeñó profesionalmente en la Sociedad Nacional de Agricultura y en el Consejo de Defensa del Estado. Su ingreso a la carrera diplomática se formalizó en junio de 1973.
En el Ministerio de Relaciones Exteriores se ha desempeñado en la Dirección Jurídica, en la Dirección Consular, en la Dirección de Política Bilateral y en la Dirección de Política Multilateral. Fue Subdirector de Asuntos Culturales e Información, Jefe del Departamento Agencias Especializadas, Subdirector de América del Norte, Central y Caribe y Subdirector de Asia Pacifico.
Entre las posiciones que ha ocupado en el exterior, ha sido Secretario en la Embajada en Uruguay, Cónsul en Tacna (Perú), Cónsul en Comodoro Rivadavia, Esquel y Mar del Plata (Argentina). También fue Delegado Adjunto ante la UNESCO en París, Consejero de la Embajada de Chile en  Brasil, y ministro Consejero de las Embajadas de Chile en Corea, Canadá y Brasil. Se ha desempeñado como cónsul general de Chile en Bolivia, Los Angeles (Estados Unidos), y Hong Kong (China).
Desde julio de 2010 es el embajador de Chile en la República Socialista de Vietnam.
Actualmente está casado con la Sra. Pilar Mery Díaz, con la cual tenen dos hijos. Además habla el idioma español, inglés, francés y portugués.
Fue condecorado con el grado de Comendador de la Orden del Sol del Perú y ha obtenido las Medallas al Mérito Diplomático de Chile por 20, 30 y 35 años de servicios.